# Голодов, Иван Иванович
Иван Иванович Го́лодов — заместитель министра нефтяной промышленности СССР, управляющий объединением «Краснодарнефть», трестом «Ишимбайнефть», главный инженер «Башнефтекомбинат»(1940).
Один из участников открытия Кинзебулатовского месторождения нефти. По воспоминаниям Н. Н. Байбакова,
«

За открытие месторождения были оценены заслуги геологов А. Трофимука, Х. Сырова, И. Сирика, Е. Скворцовой. Особо отмечены усилия начальника „Башнефтекомбината“ С. Кувыкина, управляющего трестом „Ишимбайнефть“ И. Голодова, директора конторы бурения Г. Степанянца. Буровой мастер М. Голиков был награждён орденом Ленина, главный инженер треста „Ишимбайнефть“ К. Байрак — орденом „Знак Почета“.
»

## Награды и премии
- Сталинская премия второй степени (1952) — за открытие и разведку месторождений нефти.